# Zhengzhou (stacja kolejowa)
Zhengzhou (chiń. 郑州站; pinyin Zhèngzhōu Zhàn) - stacja kolejowa w Zhengzhou, w prowincji Henan, w Chinach. Znajduje się tu 6 peronów.